# Sulzbach (Gemeinde Münzbach)
Sulzbach (ⓘ) ist eine Ortschaft in der Katastralgemeinde Innernstein in der Marktgemeinde Münzbach im Bezirk Perg in Oberösterreich.
In der Ortschaft Sulzbach südwestlich des Pimmelgutes befindet sich der geographische Mittelpunkt des Bezirks Perg auf 361 m ü. A. Die genauen Koordinaten wurden mit 14° 44' 16,9" und 48° 16' 30,8" ermittelt.

## Geschichte
Der Sulzbach wurde bereits 1189 erwähnt. Der Name nimmt Bezug auf die Färbung des Wassers. Das mittelhochdeutsche „sulze“ steht für „Brühe, Salzwasser“ und steht für die braune, schmutzig wirkende Färbung des Wassers.

## Geographie
Die Rotte Sulzbach mit 20 Häusern zum Stichtag 1. Jänner 2001 und 66 Einwohnern zum Stichtag 1. Jänner 2024 befindet sich nordwestlich von Schloss Innernstein und der Ortschaft Danndorf auf etwa 440 m ü. A.
Sie grenzt innerhalb der Katastralgemeinde Innernstein nördlich und nordöstlich an die Ortschaft Saxenegg und südöstlich an die Ortschaften Danndorf und Innernstein. Im Südwesten reichen der Markt Münzbach und die Ortschaft Pilgram der Katastralgemeinde Münzbach an Sulzbach heran. Sulzbach wird im Osten vom Kefermühlbach von der Ortschaft Thomasreit in der Markt- und Katastralgemeinde St. Thomas am Blasenstein getrennt.
Sulzbach gehört zur oberösterreichischen Raumeinheit Aist-Naarn-Kuppenland.
In der Ortschaft entspringt der Sulzbach. Dieser fließt in östlicher Richtung im Norden vorbei an Schloss Innernstein und mündet in den Kefermühlbach.

## Kleindenkmale
In Sulzbach befinden sich mehrere Kleindenkmäler, die von den jeweiligen Errichtern bzw. deren Nachkommen in Stand gehalten bzw. erneuert werden.
- Heilmann-Kapelle, auch Heilmann-Kreuz genannt, ist ein Ziegelbau mit Satteldach und enthält in einer mit einem Eisengitter geschützte Nische mit Herz-Jesu-Statue und Herz-Maria-Bild. Bei der Kapelle finden Maiandachten statt.
- Emhofer-Kreuz am Mühlentalweg: Das Holzkreuz mit Bild erinnert an einen Todesfall im Jahr 1863 und wurde 1957 versetzt und 1970 und 2006 erneuert.
- Tabernakel-Bildsäule: Die Granitsäule wurde 2008 errichtet und 2009 gesegnet. Sie enthält vier Hinterglasgemälde mit Namenspatronen der zuständigen Familie.
- Hubertus-Kapelle im Huber-Holz: Die Kapelle wurde in der Nähe eines Hubertuskreuzes 1983 von der Münzbacher Jägerschaft erbaut. In der Kapelle befindet sich eine Hubertus-Statue von Heinrich Langeder. Vor der Kapelle befindet sich ein Rastplatz.